# Ponědrážka
Ponědrážka es una localidad del distrito de Jindřichův Hradec, en la región de Bohemia Meridional, República Checa. Tiene una población estimada, a principios del año 2021, de 80 habitantes. 
Se encuentra ubicada al este de la región, al sur de la ciudad de Praga, al oeste de Brno y cerca de la frontera con Austria y con la región de Vysočina.